# Wilhelmshöhe (Oderwitz)
Die Wilhelmshöhe, früher auch Jockelsberg genannt, ist eine 368 Meter hohe Erhebung auf dem Gebiet der Gemeinde Oderwitz in der sächsischen Oberlausitz. Wie auch der südlich angrenzende Stumpfeberg und der Oberoderwitzer Spitzberg gehört die Wilhelmshöhe zur Eibauer Basaltdecke, diese wurde hier allerdings im Gegensatz zum Spitzberg nicht von phonolithischer Lava durchbrochen, der Basalt liegt oben auf.
1806 wurde hier die Dienel-Mühle errichtet, die bis Ende des 19. Jahrhunderts betrieben wurde. 1896 wurde die Mühle abgetragen, um Platz für eine Ausflugsgaststätte zu schaffen.
Der Berg liegt unweit südlich der Bundesstraße 96.